# Кеда (село)
Кеда (груз. ქედა) — село в Кедском муниципалитете Грузии.

## География
Село находится на левом берегу реки Аджарисцкали, на расстоянии в 0,5 километрах от посёлка городского типа Кеда, административного центра муниципалитета. Абсолютная высота — 280 метров над уровнем моря.

## Население
По результатам переписи населения 2014 года, в селе проживает 149 человек (73 мужчины и 76 женщин).
| Год  | Численность |
| ---- | ----------- |
| 2002 | 237         |
| 2014 | ↘149        |